# 윌리엄 폭스 탤벗
윌리엄 헨리 폭스 탤벗(William Henry Fox Talbot, 1800년 2월 11일~1877년 9월 17일)는 영국의 사진가, 발명가이다.
1839년 프랑스 정부가 다게레오타이프의 특허를 공표했을 때 탤벗도 다게르와 유사한 사진기술을 개발하고 있었다. 그가 1833년 이태리의 코모 호수(Lake Como)를 카메라 옵스큐라로 그림 그리려고 했을 때 붓이나 연필로 세밀한 묘사가 힘들다는 느낌을 받았다. 그래서 다른 방법으로 종이에 그림을 고정시키는 방법을 연구하게 된다. 1835년에는 일단 성공하게 되나 그때 그는 이미 웨지우드(Wedgwood)나 니엡스, 다게르 등이 썼던 방법이라고는 몰랐다. 그는 니엡스와는 달리 네거티브(Negative-Positive)의 중요성을 생각하고 있었다. 사진의 복제(Technical-Reproduction)를 생각하고 만든 것이 종이로 네거티브 만드는 바로 캘러타이프(Calotype)이었다. 그래서 탤벗 또한 사진의 발견자, 발명자로 대접받는다.
또한 정치 분야에서도 활동하며 휘그당을 지지하는 등 온건 개혁주의자 성향을 나타내었으며, 1832년부터 1835년까지 치퍼넘에서 국회의원을 지낸 뒤 1840년 윌트셔 주의 주장관을 역임하였다. 그리고 고고학 분야에도 많은 시간을 투자하여 메소포타미아 지역의 역사와 문화를 연구하는 아시리아학 분야에 20여년간 몰두했으며, 헨리 롤린슨과 에드워드 힝크스와 함께 니네베에서 발견된 비문에 적힌 쐐기 문자의 최초 해독에 공헌하였다.

## 같이 보기
- 캘러타이프